# Blaurackenflügel
Der Blaurackenflügel ist ein Aquarell von Albrecht Dürer und eine seiner Naturstudien. Dürer malte auch eine vollständige tote Blauracke. Die Entstehung wird mit um 1500 oder 1512 angegeben, obwohl sowohl auf dem Bild der Blauracke als auch auf demjenigen ihres Flügels 1512 steht.

## Geschichte
Dürer begann um 1500 als erster Künstler Pflanzen und Tiere präzise zu malen. Dreißig Jahre später, 1528, veröffentlicht Dürer in der Proportionslehre den theoretischen Hintergrund, dass erst die Wahrhaftigkeit der Natur den dargestellten Gegenstand zum Kunstwerk macht.

„Der Charakter autonomer Kunstwerke wird bei zwei Naturstudien Albrecht Dürers in der Albertina, dem "Blaurackenflügel" und der "Toten Blauracke" (Inv. 3133), auch durch den Bildträger bestätigt. Beide Studien wurden auf Pergament gemalt, und darüber hinaus hat Dürer in diesen Arbeiten das Naturvorbild mit dem goldenen Pinsel und einer intensiveren als in der Natur anzutreffenden Farbigkeit überhöht. Der Künstler hat sich hier mit der ehemals in ganz Europa beheimateten Mandelkrähe auseinandergesetzt. Wegen seines krähenähnlichen Lauts ("rak, rak, rak") und seiner türkisblauen Flügel wurde der Vogel auch Blauracke genannt. Bildbeherrschend breitet sich die von oben betrachtete Schwinge des Vogels über das Blatt. Das Auge wird allein mit farbkompositorischen Mitteln von den dunklen Federn der Handschwingen über changierende Grün-Blautöne der Flügeldecken zum Rot einer Ausrisswunde am rechten Bildrand geführt.
Trotzdem Flügeldarstellungen immer wieder in Dürers Werk auftauchen, wie z. B. in seinem berühmten Kupferstich "Nemesis" (Inv. DG1930/1528) oder auch in der "Melencolia" (Inv. DG1930/1525), hat der Blaurackenflügel keinen unmittelbaren Niederschlag in Dürers eigenem Werk gefunden - wohl aber in Form von Nachahmungen anderer Künstler im Zuge einer gesteigerten Dürer-Verehrung gegen Ende des 16. Jahrhunderts. Nicht immer ist es einfach, Originale von Kopien und Nachahmungen zu unterscheiden; letztlich besitzt auch die Albertina Blätter, die heute nicht mehr als echte Dürer-Studien gelten, wegen ihrer Anmut aber immer noch äußerst populär sind.“

Der Blaurackenflügel gehörte zu einer Leihgabe von Dürer-Werken im Jahr 2013 an die National Gallery of Art, Washington, USA, im Gegensatz zu dessen Feldhasen.